# كأس صربيا 2015–16
كأس صربيا 2015–16 (بالصربية: Куп Србије у фудбалу 2015/16.)‏ هو الموسم 10 من كأس صربيا. أقيم خلال الفترة 2 سبتمبر 2015 وحتى 11 مايو 2016، وأشرف على تنظيمه اتحاد صربيا لكرة القدم، وكان عدد الأندية المشاركة فيه 37، وفاز فيه نادي بارتيزان.